# ДТП в Смолевичском районе 20 февраля 2023 года
ДТП в Смолевичском районе — крупное дорожно-транспортное происшествие, произошедшее 20 февраля 2023 года в районе д. Слобода Смолевичского района Минской области Беларуси. Это крупнейшая авария в истории независимой Беларуси.
О трагедии под Смолевичами был проинформирован Президент Республики Беларусь Лукашенко А. Г., который поручил Государственному секретарю Совета Безопасности Республики Беларусь Вольфовичу А. Г. совместно с Советом Министров Республики Беларусь провести анализ и доложить о том, что происходит с подготовкой водителей и поддержанием дисциплины на дорогах страны.

## Катастрофа
Около 15:00 на 9-м километре автодороги Р69 произошло лобовое столкновение груженого МАЗа и маршрутного такси Citroën Jumper. Маршрутка № 2477-ТК (маршрут о. п. Заречное — автостанция «Автозаводская») двигалась из г. Смолевичи в направлении д. Пекалин Смолевичского района. Грузовик МАЗ вез песок из карьера «Верасы» на ОАО «Смолевичский завод железобетонных изделий». Во время столкновения скорость МАЗа составляла 29 км/ч, а микроавтобуса — 69 км/ч. Удар пришелся на правую переднюю часть автобуса. После столкновения обе машины оказались на обочине по ходу движения микроавтобуса. В автобусе остался только задний ряд сидений, все остальные вылетели из салона.
Учитывая серьезность происшествия, вскоре на место аварии прибыли председатель Минского облисполкома А. Г. Турчин, Министр внутренних дел Республики Беларусь И. В. Кубраков и Председатель Следственного комитета Республики Беларусь Д. Ю. Гора

## Жертвы
В автобусе было 20 человек (водитель, 15 пассажиров ехало сидя, 4 пассажира ехало стоя). В тот день сломался школьный автобус, чем и объяснялось то, что в маршрутке находились дети, а органы местной власти не обеспечили оперативную замену.
В результате аварии погибли 13 человек, в том числе 11 на месте аварии (среди них двое детей), 8 человек получили ранения (среди них двое детей).

### Список погибших (неполный)
- девочка (13 лет)[11] из д. Пекалин[14];
- брат (14 лет)[11] и сестра (22 года) из многодетной семьи из д. Пекалин[14][15], девушка была учительницей средней школы № 5 г. Смолевичи;
- супружеская пара из агрогородка Драчково Смолевичского района, воспитывавшая двоих детей[15];
- две многодетные женщины[9] из д. Заречье Смолевичского района, работавшие в одном из хозяйств Минского района, одна из них была матерью-одиночкой[15];
- женщина (29 лет), работавшая в детском саду в агрогородке Драчково[15];
- Александр Николаевич Дрижинский (42 года), водитель маршрутки, из агрогородка Драчково, воспитывавший троих детей (умер 6 марта)[16][17].

В Смолевичскую центральную районную больницу было госпитализировано девять пациентов — шестеро в тяжелом состоянии, трое в состоянии средней степени тяжести. Там состоялся республиканский консилиум медицинских экспертов с участием Министра здравоохранения Республики Беларусь Пиневича Д. Л. и председателя Минского облисполкома Турчина А. Г..
После стабилизации состояния пять пациентов были переведены в Минскую областную клиническую больницу, трое — в Центр сочетанной травмы Городской клинической больницы скорой медицинской помощи, девочка — в РНПЦ детской хирургии. У всех госпитализированных были тяжелые телесные повреждения: сочетанные травмы, повреждения костей скелета и черепа, травмы органов грудной клетки и брюшной полости, у части больных имелись повреждения головного мозга.

## Расследование
Возбуждено уголовное дело по ч. 3 ст. 317 Уголовного кодекса Республики Беларусь «Нарушение правил дорожного движения, повлекшее по неосторожности смерть двух и более лиц». Водитель грузовика получил травмы и был задержан по подозрению в совершении преступления.
Ход следствия координирует лично Председатель Следственного комитета Республики Беларусь Гора Д. Ю..
Выяснилось, что грузовик МАЗ два года не проходил техосмотр и ехал перегруженным.

## Реакция
Официальных соболезнований от высшего руководства страны выражено не было, национальный или региональный траур не объявлялся. Соболезнования родственникам погибших и пострадавших в автокатастрофе выразил митрополит Минский и Заславский, Патриарший Экзарх всея Беларуси Вениамин, а также председатели Смолевичского райисполкома и Совета депутатов.
Рядом с местом аварии образовался стихийный мемориал, куда люди стали приносить цветы жертвам трагедии. Во всех храмах Беларуской православной церкви совершались заупокойные богослужения за почивших, а также особые молитвы о скорейшем выздоровлении всех находящихся в больнице.

## Последствия
На следующий день после аварии на участке автодороги Р69, где произошла авария, начались ремонтные работы. Также на следующий день Министерство по налогам и сборам Республики Беларусь сообщило о проведении совместно с Государственной автомобильной инспекцией Министерства внутренних дел Республики Беларусь и Транспортной инспекцией масштабных контрольных мероприятий в отношении субъектов хозяйствования, оказывающих услуги в сфере междугородных пассажирских перевозок в регулярном или нерегулярном сообщении.
Не состоялась запланированная на 23 февраля 2023 года встреча Министра образования Республики Беларусь Иванца А. И. с обучающимися и педагогическими работниками общеобразовательных учреждений Смолевичского района.
В Смолевичах отменили культурно-зрелищные мероприятия, в том числе районный народный праздник «Масленки», запланированный на 25 февраля.
Министр внутренних дел Республики Беларусь Кубраков И. В. заявил о возможности в будущем внесения изменений в правила дорожного движения в отношении общественного транспорта, а также в иные нормативно-правовые акты, регулирующие пассажирские перевозки.